# Municipio de Fremont (condado de Hamilton)
El municipio de Fremont (en inglés: Fremont Township) es un municipio ubicado en el condado de Hamilton en el estado estadounidense de Iowa. En el año 2010 tenía una población de 165 habitantes y una densidad poblacional de 1,79 personas por km².

## Geografía
El municipio de Fremont se encuentra ubicado en las coordenadas 42°30′54″N 93°54′46″O / 42.51500, -93.91278. Según la Oficina del Censo de los Estados Unidos, el municipio tiene una superficie total de 92.34 km², de la cual 92,34 km² corresponden a tierra firme y (0 %) 0 km² es agua.

## Demografía
Según el censo de 2010, había 165 personas residiendo en el municipio de Fremont. La densidad de población era de 1,79 hab./km². De los 165 habitantes, el municipio de Fremont estaba compuesto por el 97,58 % blancos, el 1,82 % eran de otras razas y el 0,61 % eran de una mezcla de razas. Del total de la población el 2,42 % eran hispanos o latinos de cualquier raza.